# Reserva Natural das Ilhas Selvagens
A Reserva Natural das Ilhas Selvagens é uma reserva natural portuguesa localizada nas Ilhas Selvagens, na Região Autónoma da Madeira. Tem uma área total de 273 hectares.
Em 1971, Portugal declarou as ilhas como Reserva Natural das Ilhas Selvagens que incluem não só as áreas submergidas mas também a orla marítima até 200 metros de profundidade. A sua vigilância permanente iniciou-se em 1976. Dois anos mais tarde, as Ilhas Selvagens foram declaradas como Reserva Nacional.
Em 2021 realizou-se a extensão da área da reserva, passando, na parte marítima de 97 km² para 2677 km², tornando-se a mais extensa reserva natural da Europa. Com a alteração, a proteção foi alargada até 12 milhas náuticas a partir da linha da costa, sendo interdidata toda a atividade de exploração de recursos, como pesca ou exploração de inertes.
Sob gestão do Parque Natural da Madeira desde 1989, as ilhas Selvagens são um dos melhores exemplos de áreas protegidas vigiadas continuamente. Desde 1976 que esse olho atento dos vigilantes poupou um espantoso legado de fauna e flora primitivas.
Atualmente é a única reserva portuguesa galardoada com o Diploma Europeu do Conselho da Europa.

## Fauna e flora

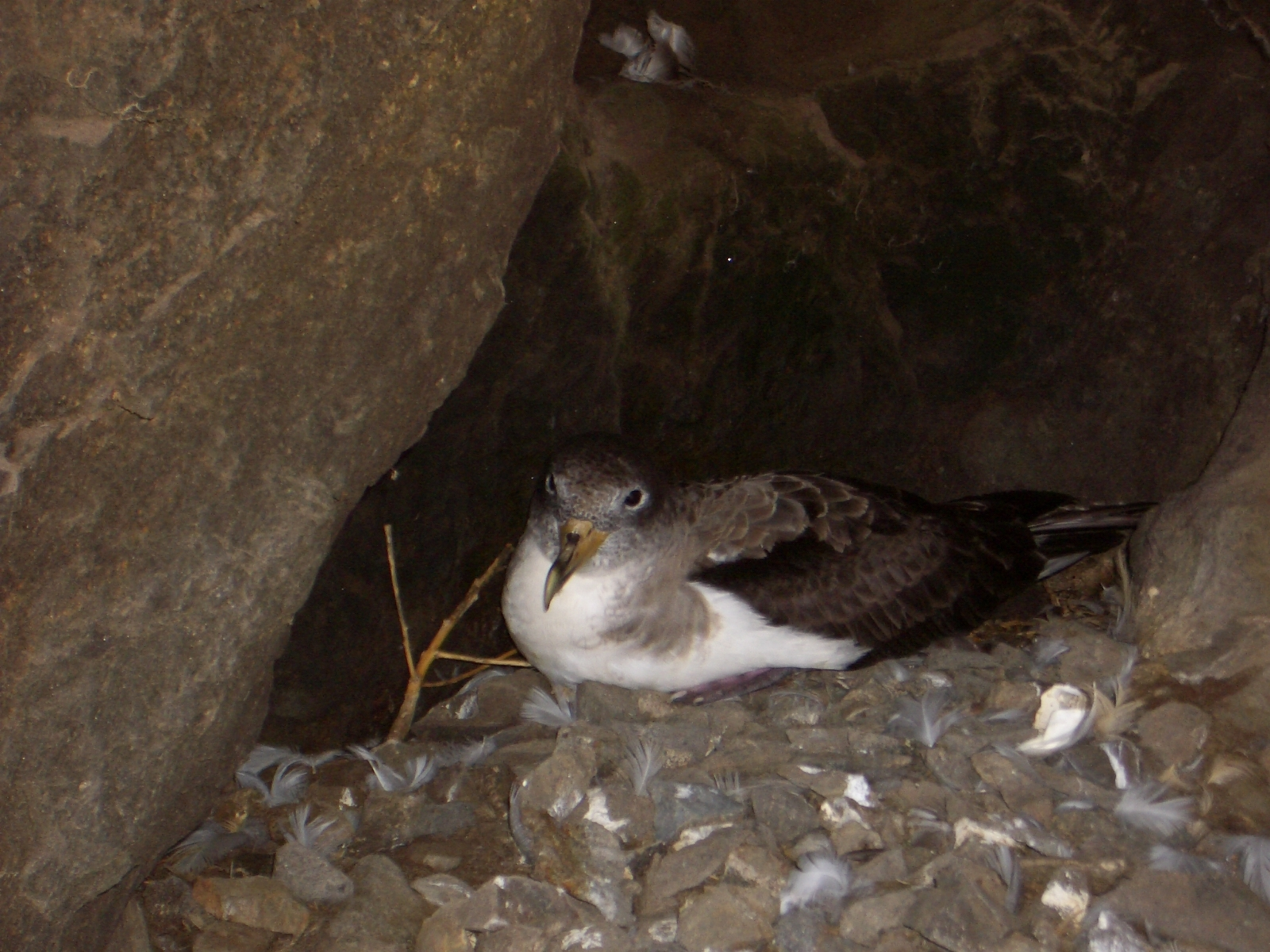
Cagarra Selvagem Pequena no ninho.

O interesse natural e científico deste pequeno grupo de ilhas está não só nas aves marinhas, mas na biodiversidade marinha e flora únicas. Expedições científicas são realizadas anualmente nas ilhas.
As Selvagens têm 150 espécies de plantas, a maioria rasteiras. As ilhas mais ricas em flora são a Selvagem Pequena e o ilhéu de Fora, porque nunca houve introdução de animais e plantas não indígenas. As ilhas tornaram-se conhecidas como um santuário para aves: várias espécies nidificam lá. O Garajau-rosado também nidifica nas ilhas.